# Registrerat partnerskap i Sverige
Registrerat partnerskap var i Sverige möjligheten att juridiskt kunna reglera parförhållanden mellan personer av samma kön som fanns från 1994 till 2009 då äktenskapsbalken ändrades till att bli könsneutral. 

## Historia

### Tillkomst, skillnader mot äktenskapet
Den svenska partnerskapslagen infördes den 1 januari 1995. Det registrerade partnerskapet motsvarade äktenskapet med ett fåtal undantag: Främst att de personer som vill ingå partnerskap måste ha någon form av anknytning till Sverige och att 18-årsgränsen för att ingå partnerskap var ovillkorlig medan omyndiga däremot i vissa fall kunde ingå äktenskap. En mycket viktig skillnad var också att partnerskap enbart kunde ingås inför en civil myndighet; religiösa partnerskapsceremonier var inte juridiskt giltiga. Omröstningen i riksdagen var oväntat jämn: 171 – 141. Vänsterpartiet och Socialdemokraterna röstade enigt för, av de andra partierna var det endast Folkpartiet som hade en majoritet för registrerat partnerskap. En majoritet av de borgerliga riksdagsledamöterna röstade emot förslaget. Bland moderaterna var det endast två ledamöter som röstade för förslaget. Dessa var Fredrik Reinfeldt, som senare skulle bli moderatledare och statsminister, och Ulf Kristersson som långt senare även han skulle bli moderatledare och statsminister. Miljöpartiet satt inte i riksdagen när frågan avgjordes.

### Förändringar: gemensam vårdnad av barn, adoption och assisterad befruktning
Den 1 februari 2003 gavs registrerade partner rätt att få gemensam vårdnad om barn och att bli adoptivföräldrar. Sedan den 1 juli 2005 har kvinnor som lever i partnerskap också möjlighet att få tillgång till assisterad befruktning. Dessa båda lagändringar ledde till att det i princip rådde full likställdhet mellan partnerskap och äktenskap.

### Avskaffandet
Riksdagen beslutade den 1 april  2009 att äktenskapsbalken skulle ändras så att även två personer av samma kön kan ingå äktenskap. Den särskilda partnerskapslagen upphävdes också. De par som hade ingått registrerat partnerskap före lagens upphävande, den 1 maj 2009, kan dock fortsätta att vara registrerade partner om de vill. De som i stället önskar vara gifta har möjlighet att omvandla sitt registrerade partnerskap till äktenskap genom en anmälan eller genom vigsel.

Bild på tavlan i riksdagen efter voteringen

Beslutet stöddes av sex av riksdagens sju partier. Endast Kristdemokraternas ledamöter, och Staffan Danielsson från Centerpartiet röstade nej till förändringarna. Sverigedemokraterna satt inte i riksdagen när frågan avgjordes.
| Parti               | Ja röster | Nej röster | Avstående | Frånvarande |
| ------------------- | --- | --- | --- | --- |
| Socialdemokraterna  | 111 Christer Adelsbo Ann-Christin Ahlberg Urban Ahlin Phia Andersson Berit Andnor Ann Arleklo Karin Åström Luciano Astudillo Christina Axelsson Lennart Axelsson Roland Bäckman Ibrahim Baylan Inger Jarl Beck Mats Berglind Bo Bernhardsson Patrik Björck Jan Björkman Laila Bjurling Thomas Bodström Catharina Bråkenhielm Claes-Göran Brandin Gunilla Carlsson Mikael Damberg Carina Adolfsson Elgestam Tomas Eneroth Christer Engelhardt Kerstin Engle Alf Eriksson Birgitta Eriksson Matilda Ernkrans Kenneth G. Forslund Lars U. Granberg Marie Granlund Monica Green Michael Hagberg Christin Hagberg Carina Hägg Kerstin Haglö Jörgen Hellman Caroline Helmersson-Olsson Hans Hoff Berit Högman Peter Hultqvist Margareta Israelsson Eva-Lena Jansson Peter Jeppsson Renée Jeryd Ylva Johansson Jan Emanuel Johansson Morgan Johansson | - | - | 19 Karl Gustav Abramsson Sinikka Bohlin Susanne Eberstein Aleksander Gabelic Agneta Gille Billy Gustafsson Lena Hallengren Kent Härstedt Leif Jakobsson Ann-Kristine Johansson Håkan Juholt Hillevi Larsson Anne Ludvigsson Fredrik Olovsson Thomas Östros Veronica Palm Göran Persson Mona Sahlin Siw Wittgren-Ahl |
| G Moderaterna       | 67 Magdalena Andersson Staffan Anger Staffan Appelros Sofia Arkelsten Lena Asplund Anti Avsan Gunnar Axén Anna Kinberg Batra Finn Bengtsson Ulf Berg Lisbeth Grönfeldt Bergman Per Bill Gustav Blix Helena Bouveng Katarina Brännström Anne Marie Brodén Willemo Carlsson Mikael Cederbratt Margareta Cederfelt Annicka Engblom Hillevi Engström Karin Enström Mahmood Fahmi Ewa Thalén Finné Patrik Forslund Inge Garstedt Mats Gerdau Ulf Grape Rolf Gunnarsson Lars Hjälmered Christian Holm Anna König Jerlmyr Isabella Jernbeck Mats Johansson Ann-Charlotte Hammar Johnsson Christine Jönsson Ulrika Karlsson Marianne Kierkemann Bertil Kjellberg Margareta B. Kjellin Marie Weibull Kornias Olof Lavesson Björn Leivik Göran Lennmarker Anna Lilliehöök Lars Lindblad Malin Löfsjögård Göran Montan Nils Oskar Nilsson Mats G. Nilsson | - | 15 Marietta de Pourbaix-Lundin Walburga Habsburg Douglas Lars Elinderson Jan Ericson Krister Hammarbergh Bengt-Anders Johansson Jeppe Johnsson Rolf K. Nilsson Göran Pettersson Fredrik Schulte Lars-Arne Staxäng Elisabeth Svantesson Peder Wachtmeister Hans Wallmark Marianne Watz | 15 Boriana Åberg Jan R. Andersson Sten Bergheden Reza Khelili Dylami Björn Hamilton Lennart Hedquist Göran Lindblad Cecilia Magnusson Betty Malmberg Kent Olsson Maria Plass Inger René Mats Sander Ola Sundell Rune Wikström                                                                                       |
| G Centerpartiet     | 25 Anders Åkesson Jan Andersson Per Åsling Sven Bergström Ulrika Carlsson Fredrick Federley Maria Kornevik Jakobsson Kenneth Johansson Jörgen Johansson Annie Johansson Sofia Larsen Lennart Levi Johan Linander Eva Selin Lindgren Per Lodenius Karin Nilsson Lennart Pettersson Annika Qarlsson Åke Sandström Birgitta Sellén Solveig Ternström Roger Tiefensee Stefan Tornberg Claes Västerteg Gunnel Wallin | 1 Staffan Danielsson | - | 3 Erik A. Eriksson Kerstin Lundgren Solveig Zander |
| G Folkpartiet       | 23 Tina Acketoft Gunnar Andrén Gulan Avci Hans Backman Helena Bargholtz Agneta Berliner Anita Brodén Karin Granbom Ellison Jan Ertsborn Eva Flyborg Liselott Hagberg Solveig Hellquist Tobias Krantz Nina Larsson Maria Lundqvist-Brömster Ulf Nilsson Christer Nylander Johan Pehrson Karin Pilsäter Lars Tysklind Barbro Westerholm Cecilia Wigström Cecilia Wikström | - | - | 5 Carl B. Hamilton Camilla Lindberg Birgitta Ohlsson Allan Widman Christer Winbäck |
| G Kristdemokraterna | - | 21 Yvonne Andersson Stefan Attefall Inger Davidson Kjell Eldensjö Annelie Enochson Holger Gustafsson Lars Gustafsson Emma Henriksson Eva Johnsson Dan Kihlström Else-Marie Lindgren Lars-Axel Nordell Liza-Maria Norlin Mikael Oscarsson Irene Oskarsson Lennart Sacrédeus Alf Svensson Ingvar Svensson Gunilla Tjernberg Ingemar Vänerlöv Otto von Arnold | 1 Rosita Runegrund | 2 Chatrine Pålsson Ahlgren Désirée Pethrus Engström |
| Vänsterpartiet      | 19 Ulla Andersson Alice Åström Marianne Berg Josefin Brink Rossana Dinamarca Marie Engström Egon Frid Siv Holma Wiwi-Anne Johansson Jacob Johnson Amineh Kakabaveh Kalle Larsson Hans Linde Elina Linna Lars Ohly Eva Olofsson LiseLotte Olsson Peter Pedersen Kent Persson | - | - | 3 Torbjörn Björlund Lena Olsson Gunilla Wahlén |
| Miljöpartiet        | 16 Max Andersson Per Bolund Esabelle Dingizian Tina Ehn Gunvor G. Ericson Peter Eriksson Ulf Holm Mikael Johansson Helena Leander Jan Lindholm Thomas Nihlén Mats Pertoft Lage Rahm Karin Svensson Smith Mikaela Valtersson Maria Wetterstrand | - | - | 3 Bodil Ceballos Mehmet Kaplan Peter Rådberg |
| Total               | 261 | 22 | 16 | 50 |

## Debatten inom Svenska kyrkan, agerande och reaktioner
Redan 1995 införde Svenska kyrkan möjligheten till en särskild förbön för de par som ingått registrerat partnerskap. Man tog dock avstånd från att göra äktenskapet könsneutralt och betonade att förbönen var en enskild själavårdsakt för paret, och inte en officiell och offentlig akt.
Både kyrkomötet och biskopsmötet diskuterade införandet av någon form av vigselakt för par av samma kön i Svenska kyrkan. Kyrkomötet 2002 beslutade att anta ett diskussionsunderlag, som avsågs att användas i kyrkans församlingar. Vid kyrkomötet 2003 kom dock denna process att avbrytas, då kyrkomötets majoritet fruktade att regeringen avsåg återkalla kyrkans rätt att förrätta juridiskt giltiga vigslar. Man beslutade därför, med stor majoritet men under häftig opposition från minoriteten, att Svenska kyrkan redan före 2006 skulle införa en samkönad pargudstjänst (dock ej detsamma som vigselgudstjänst där äktenskap ingås). Något exakt datum antogs ej, eftersom beslutsunderlag saknades vid kyrkomötets session i oktober 2004.

### Beslut
Under hösten 2005 beslutade kyrkomötet att införa kyrklig välsignelse för homosexuella par som ingått partnerskap och gav kyrkostyrelsen i uppdrag att utarbeta en ritual för detta. Efter biskopsmötets bifall antog kyrkostyrelsen Välsignelse över registrerat partnerskap. Försöksordning den 6 december 2006. 
I ordningen hade man tagit bort allt tal om att äktenskapet som institution är instiftat av Gud, det som knyter äktenskapet till skapelseordningen och barnalstring, i inledningsord och böner samt Jesu ord (i Matteusevangeliet 19:4–6) om äktenskapet.

### Reaktioner
En del präster och lekmän ifrågasatte den bibliska grunden för samkönade parrelationer. Till följd av det beslut kyrkomötet fattade 2006 undertecknade 867 präster det så kallade äktenskapsuppropet, där de på teologisk grund tog avstånd från samkönade äktenskap. 
En undersökning gjord av Kyrkans Tidning år 2003 visade att antalet församlingsaktiva präster inom Svenska kyrkan som kunde tänka sig att själva välsigna par av samma kön var i majoritet: 45 procent av prästerna sade sig på hösten 2003 vilja förrätta sådana välsignelser i de flesta fall, elva procent i vissa fall och endast 38 procent sade sig inte vilja välsigna partnerskap alls.
Kyrkomötets beslut 2006 om välsignelse för samkönade par ledde till att Rysk-ortodoxa kyrkan avbröt alla bilaterala förbindelser med Svenska kyrkan, och att Engelska kyrkans ekumeniska kommitté konstaterade beslutets negativa konsekvenser på kyrkornas samarbete inom Borgågemenskapen. Evangelisk-lutherska kyrkan i Finland har också varit starkt kritisk till hur Svenska kyrkan, utan ekumeniskt samråd, införde partnerskapsvälsignelser.